# Rivière Saint-Fond
Der Rivière Saint-Fond ist ein 101 km langer Zufluss der Ungava Bay in der kanadischen Provinz Québec.

## Flusslauf
Der Rivière Saint-Fond durchfließt die Tundralandschaft des Kanadischen Schildes im Südosten der Ungava-Halbinsel. Er hat seinen Ursprung in dem etwa 230 m hoch gelegenen See Lac Troie 80 km westlich der Siedlung Aupaluk. Der Rivière Saint-Fond verlässt den See an dessen östlichem Ende und fließt anfangs 20 km entlang einer Verwerfung annähernd geradlinig nach Südosten. Anschließend wendet sich der Fluss in Richtung Ostnordost. Er durchfließt in seinem mittleren Abschnitt den See Lac Qamanialuk. Der Rivière Saint-Fond mündet schließlich 22 km nordnordwestlich von Aupaluk in die Ungava Bay. Der Rivière au Chien Rouge entwässert ein Gebiet von 1311 km². Weiter nördlich befindet sich das Einzugsgebiet des Rivière Borel, weiter südlich das des Rivière au Chien Rouge.

## Namensgebung
Der Inuit-Name des Flusses lautet Kangirsualuup Kuunga mit der Bedeutung „der Fluss der großen Bucht“.